# FIFA Puskás Award 2016
Il FIFA Puskás Award 2016, ottava edizione del premio per il gol ritenuto più bello dell'anno, è stato vinto da Mohd Faiz Subri per la rete segnata con la maglia del Penang contro il Sri Pahang nel Campionato malese 2016. Il giocatore malese ha ricevuto oltre il 59% dei voti espressi nella seconda fase del sondaggio, a cui hanno partecipato i tre calciatori più votati nella prima fase.

## Classifica
| Pos.             | Giocatore          | Squadra         | Avversario    | Risultato | Competizione                                                                | Percentuale |
| ---------------- | ------------------ | --------------- | ------------- | --------- | --------------------------------------------------------------------------- | ----------- |
| 1                | Mohd Faiz Subri    | Penang          | Sri Pahang    | 4-1       | Malaysia Super League 2016                                                  | 59,46%      |
| 2                | Marlone            | Corinthians     | Cobresal      | 6-0       | Fase a gironi della Coppa Libertadores 2016                                 | 22,86%      |
| 3                | Daniuska Rodríguez | Venezuela       | Paraguay      | 1-0       | Fase a gironi del Campionato sudamericano femminile Under 17 di calcio 2016 | 10,01%      |
| Non classificati | Mario Gaspar       | Spagna          | Inghilterra   | 1–0       | Amichevole                                                                  |             |
| Non classificati | Hlompho Kekana     | Camerun         | Sudafrica     | 2–2       | Qualificazioni alla Coppa delle Nazioni Africane 2017 - Gruppo M            |             |
| Non classificati | Lionel Messi       | Argentina       | Stati Uniti   | 2–0       | Semifinali della Copa América Centenario                                    |             |
| Non classificati | Neymar             | Barcellona      | Villarreal    | 3–0       | Primera División 2015-2016                                                  |             |
| Non classificati | Hal Robson-Kanu    | Galles          | Belgio        | 2–1       | Quarti di finale del Campionato europeo di calcio 2016                      |             |
| Non classificati | Saúl Ñíguez        | Atlético Madrid | Bayern Monaco | 1–0       | Semifinali della UEFA Champions League 2015-2016                            |             |
| Non classificati | Simon Skrabb       | Åtvidaberg      | Gefle         | 1–0       | Allsvenskan 2015                                                            |             |